# Huainanzi
Huainanzi är ett filosofiskt samlingsverk, tillkommet under Handynastin i Kina på 100-talet f.Kr. År 139 överlämnades det till kejsar Han Wudi av utgivaren och medförfattaren Liu An, kung av Huainan. I Huainanzi förenas idéer från de daoistiska, konfucianska och legalistiska tanketraditionerna med teorier om yin och yang och de fem elementen.

### Fotnoter
1. ↑  Liu An, Major John S. (2010), s. 1
2. ↑  Bo, Mou (2009), s.v. Huai-Nan-zi, s. 70